# 소피아 (로봇)

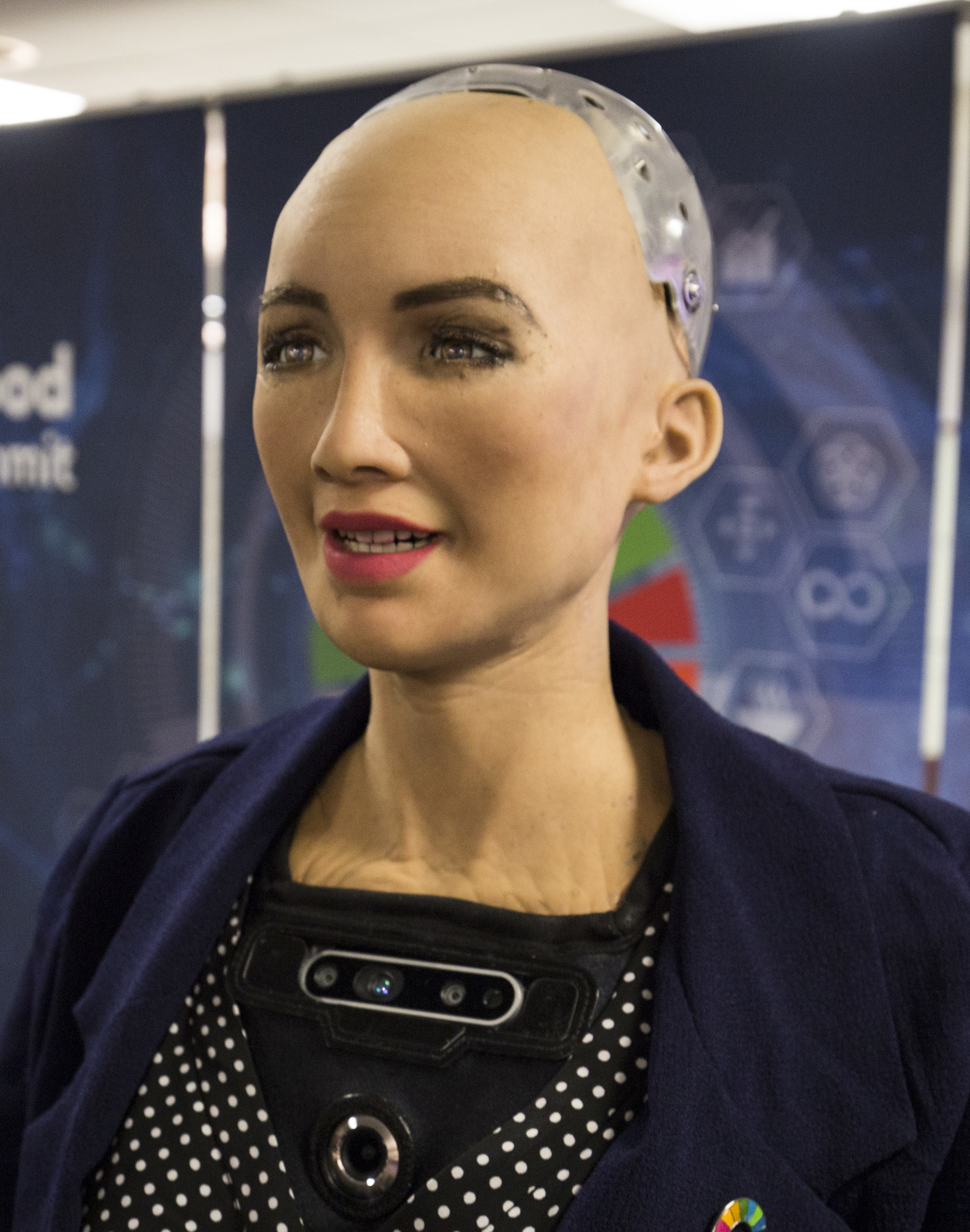
소피아, 2018년 제네바 국제 전기 통신 연합(GOOD Global Summit) 국제원자력기구 (AI)에서 연설

소피아(영어: Sophia)는 홍콩에 본사를 둔 핸슨 로보틱스(Hanson Robotics)가 개발한 인간형 휴머노이드 로봇이다. 2018년 1월 29일 서울 플라자호텔에 방문했다. 2016년에 개발되었다.

## 같이 보기
- 일라이자 효과